# Kompensacja (biologia)
Kompensacja (łac. compensatio – równoważenie) – zastępczość funkcji, przejęcie funkcji utraconego albo chorego narządu przez inny narząd. Np. ludzie ociemniali mają wyostrzone pozostałe zmysły, aby zrekompensować brak wzroku.
Kompensacją rządzą prawa sformułowane przez Anochina:
1. Każdy żywy organizm ma mechanizmy fizjologiczne pozwalające na zastąpienie funkcji różnych narządów, których prawidłowe funkcjonowanie zostało zaburzone.
2. Uruchomienie rezerw kompensacyjnych może nastąpić tylko w sytuacji zaburzenia podstawowych mechanizmów fizjologicznych, które są odpowiedzialne za daną funkcję.
3. Procesy kompensacji zostają uruchomione bez udziału woli i niezależnie od tego, który narząd uległ uszkodzeniu. Ten samoistny proces przeważnie nie jest korzystny dla odzyskania utraconej funkcji i dlatego wymaga sterowania.
4. Powrót i reedukacja utraconych funkcji nie jest procesem trwałym. Dlatego wymaga ona stałej stymulacji poprzez stosowanie korzystnie dobranych bodźców fizjologicznych.